# Kraftwerk BLCP
Das Kraftwerk BLCP (bzw. Kraftwerk Map Ta Phut) ist ein Kohlekraftwerk im Industriegebiet Map Ta Phut, Landkreis Mueang Rayong, Provinz Rayong, Thailand.
Die installierte Leistung des Kraftwerks beträgt 1434 MW. Es ist im Besitz von BLCP Power und wird auch von BLCP Power betrieben. BLCP Power ist ein 50:50 Joint Venture von Banpu Public Company Limited and Electricity Generating Public Company Limited. Mit dem Bau des Kraftwerks wurde im Juli 2002 begonnen; es ging im Oktober 2006 mit dem ersten Block in Betrieb.

## Kraftwerksblöcke
Das Kraftwerk besteht aus zwei Blöcken. Die folgende Tabelle gibt einen Überblick:
| Block | Max. Leistung (MW) | Betriebsbeginn | Turbine | Generator | Dampfkessel |
| ----- | ------------------ | -------------- | ------- | --------- | ----------- |
| 1     | 717                | 2006           | MHI     | Melco     | MHI         |
| 2     | 717                | 2007           | MHI     | Melco     | MHI         |

Die Nennspannung der Generatoren beträgt 19 kV. In der Schaltanlage wird die Generatorspannung von 19 kV mittels Leistungstransformatoren auf 500 kV hochgespannt.

## Sonstiges
Das Kraftwerk wurde auf einer künstlichen Halbinsel vor der Küste im Golf von Thailand gebaut und benötigt im Jahr 3,64 Mio. t Steinkohle. Auf dem Kraftwerksgelände können außerdem 662.000 t Kohle gelagert werden; damit wird der Bedarf von 60 Tagen gedeckt. Die Steinkohle wird per Schiff aus Australien und Indonesien importiert.
Pro Tag werden 5,34 Mio. m³ Meerwasser für die Kühlung und die Rauchgasentschwefelung benötigt.
Der Kamin des Werkes hat eine Höhe von 200 Metern.
Das Kraftwerk dient zur Abdeckung der Grundlast, da die Versorgung mit elektrischer Energie der rasanten Ansiedelung von Industrie nicht Schritt halten konnten und größere Produzenten Notstromaggregate vorhalten mussten, wurde der Bau eines neuen Kohlekraftwerk im Jahr 2002 begonnen und 2006 fertiggestellt. Es wird von einem Joint Venture der thailändischen Unternehmen Banpu und Loxley sowie der britischen PowerGen (inzwischen E.ON UK) betrieben. Das Projekt stieß auf erheblichen Protest von Umweltschutzverbänden. Der erzeugte Strom wird für 25 Jahre an die Electricity Generating Authority of Thailand (EGAT) verkauft; der Verkaufspreis pro kWh beträgt 144 Baht (5,7 US-cents). Die Kosten für die Errichtung des Kraftwerks lagen bei schätzungsweise 1,3 Mrd. USD.